# Timmele församling
Timmele församling är en församling i Redvägs och Ås kontrakt i Skara stift. Församlingen ligger i Ulricehamns kommun i Västra Götalands län. Församlingen ingår i Ulricehamns pastorat.

## Administrativ historik
Församlingen har medeltida ursprung. Församlingen införlivade efter 1546 Bjättlunda församling och efter 1554 Västervånga församling.
Församlingen var till 1733 moderförsamling i pastoratet Timmele, Brunn och Vist som till 1546 även omfattade Bjättlunda och åtminstone till 1554 Västervånga och från 1684 Bogesunds församling. Från 1733 är den annexförsamling i pastoratet Ulricehamn och Timmele som till 1938 även omfattade Brunns och Vists församlingar och från 2006 även omfattar Hössna församling.

## Kyrkor
- Timmele kyrka